# ألفريدريك هيوز
ألفريدريك هيوز (بالإنجليزية: Alfredrick Hughes)‏ (ولد: 18 يوليو 1962، شيكاغو - )؛ لاعب كرة سلة أمريكي سابق. بدأ مسيرته الاحترافية في العام 1985. تم اختياره من قبل فريق سان أنطونيو سبرز خلال الدرافت. حمل الرقم 6. يبلغ طوله 6 قدم 5 بوصة (2.0 م). اعتزل اللعب في العام 1994.

## روابط خارجية
- ألفريدريك هيوز على موقع إن بي أي (الإنجليزية)
- ألفريدريك هيوز على موقع سبورتس رفرنس (الإنجليزية)
- ألفريدريك هيوز على موقع كلية كرة السلة في سبورتس رفرنس.كوم (الإنجليزية)
- ألفريدريك هيوز على موقع ريلجم (الإنجليزية)
- ألفريدريك هيوز على موقع بروبوليرز (الإنجليزية)